# Lisica i zając
Lisica i zając (ros. Лиса и заяц, Lisa i zajac) – radziecki krótkometrażowy film animowany z 1973 roku w reżyserii Jurija Norsztejna powstały na podstawie rosyjskiej bajki ludowej Władimira Dala.

## Opis
Fabuła opiera się na motywach zaczerpniętych ze starej rosyjskiej baśni folklorystycznej. Stylistyka nawiązuje do wzorów ręcznie wyszywanych makatek ludowych. Film Lisica i zając jest kolejnym dziełem Norsztejna, w którym reżyser skorzystał z tradycji ludowej oraz użył eksperymentalnej metody animacji, przy której wykorzystał poziome warstwy szkła.

## Obsada (głosy)
- Wiktor Chochriakow jako narrator
- Garri Bardin jako Zając
- Walentina Tałyzina jako Lisica
- Rogwołd Suchowierko jako Niedźwiedź
- Gieorgij Millar

## Nagrody
- 1974: II Międzynarodowy Festiwal Filmów Animowanych w Zagrzebiu (Jugosławia) – Pierwsza nagroda za najlepszy film dla dzieci
- 1974: VII Wszechzwiązkowy Festiwal Filmowy w Baku – Pierwsza nagroda w kategorii filmów animowanych